# Andy Le Sauce
Andy Le Sauce est un apnéiste et artiste-peintre français, né le 12 Août 1943, en Bretagne, auteur de 14 records du monde, notamment en apnée statique et apnée dynamique horizontale.

## Carrière sportive

### Apnée
Le 4 avril 1996, il établit un record du monde d'apnée statique de 7 minutes et 35 secondes sous l'eau,, record qui tiendra 5 ans. Peu de temps après, il établit un record d'apnée dynamique en parcourant 140m (1995) et 164m (1996) en piscine,,,.
Il a aussi établi un record du monde moins classique en restant, en 1994, les voies respiratoires immergées le plus longtemps possible pendant une heure. A raison de 58 apnées successives de 1'01" chacune en moyenne, entrecoupées par 0,8 secondes de prise d'air, ce record s'établit à 59'10"..
Un autre record du monde d'apnée dynamique peu connu a aussi été gagné en 2001 en parcourant pendant 24 heures la distance totale de 44 km, soit 1760 longueurs en piscine de 25 m, entrecoupées par, en moyenne, 10 secondes de récupération, une reprise d'air frais et une restauration rapide toutes les demi-heures.
En ce qui concerne l'apnée en profondeur, si elle n'a pas été sa spécialité il a tout de même établi un record d'Europe et un record de France, autour de 60 m en immersion libre.

### Athlétisme
Sportif de haut niveau, Andy Le Sauce a aussi participé à des Championnats du Monde, d'Europe et de France en athlétisme. A plus de 70 ans, il courait encore le 400 m en 1'23" ainsi que quatre marathons.
Ces différentes activités l'ont conduit sur plusieurs continents (12 ans dans l'océan Indien, championnats divers au Brésil, en Italie, invitations à Hollywood et dans le Tennessee.) 

## Peinture et engagement écologique
Andy Le Sauce développe depuis 2007 une activité d'artiste peintre professionnel au Pays Basque, axée sur le bleu, la thématique sous-marine, et l'environnementalisme.
En termes de références et d'inspirations dans la création de son style, Andy Le Sauce a été rapidement attiré par l’expression artistique de Wang Yan Cheng, par l’écriture de William Turner ou encore par les toiles de Valette Alexandre. Le travail en épaisseur de Lilian Freud ainsi que les monumentales œuvres de Gerhard Richter l'ont aussi influencé.

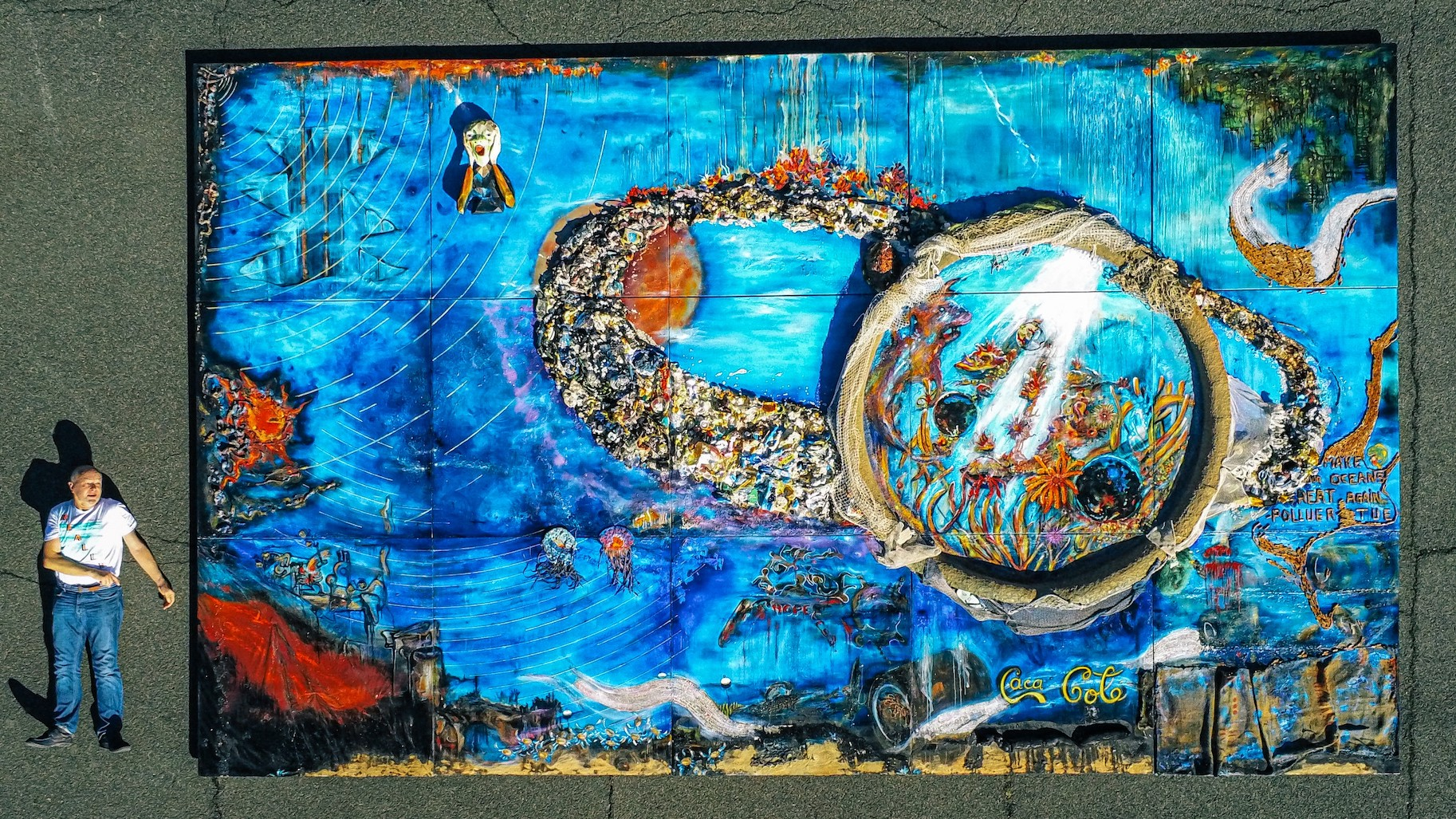
Big mama 2, œuvre de 35m².

Depuis 2021 il s'est lancé un nouveau défi : une exposition géante et militante ayant pour titre : « La mer et sa BEAUTÉ / La mer est SABOTÉE ». Plusieurs grandes toiles présentent l’aspect positif des océans, leur beauté, tandis que d’autres évoquent ici ou là, et dénoncent, les déchets plastiques, la pollution sonore, les algues vertes, les marées noires ou encore la pêche intensive. L'ensemble de cette exposition XXL est composée d'une trentaine de tableaux de 150/150 cm ainsi que de deux toiles géantes de 4,50m de hauteur sur 7,50m de largeur, soit 35m² chacune.